# Narzissengelber Wulstling
Der Narzissengelbe Wulstling (Amanita gemmata, Syn.: Amanita junquillea) ist eine giftige Pilzart aus der Familie der Wulstlingsverwandten (Amanitaceae).

## Galerie

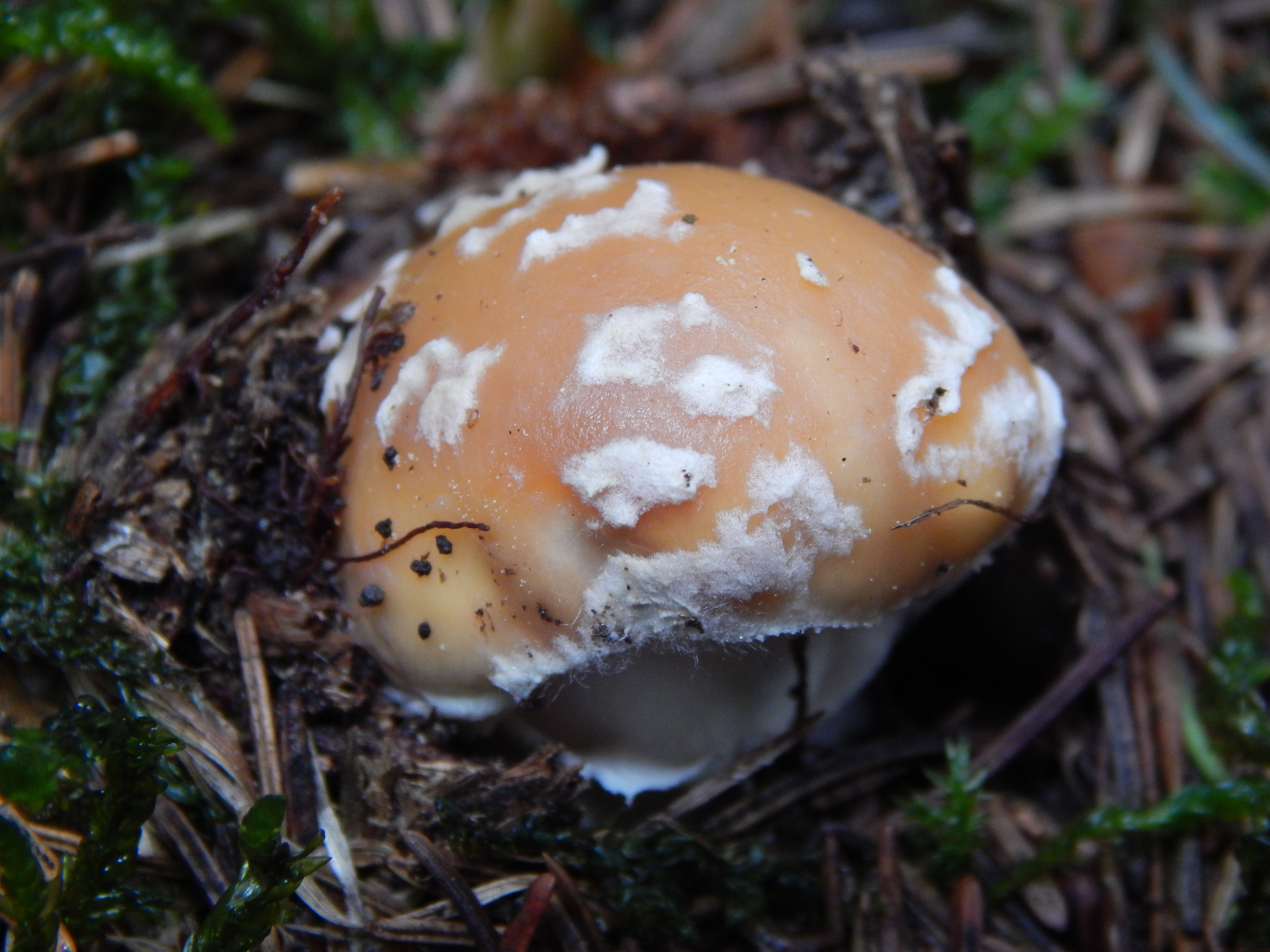
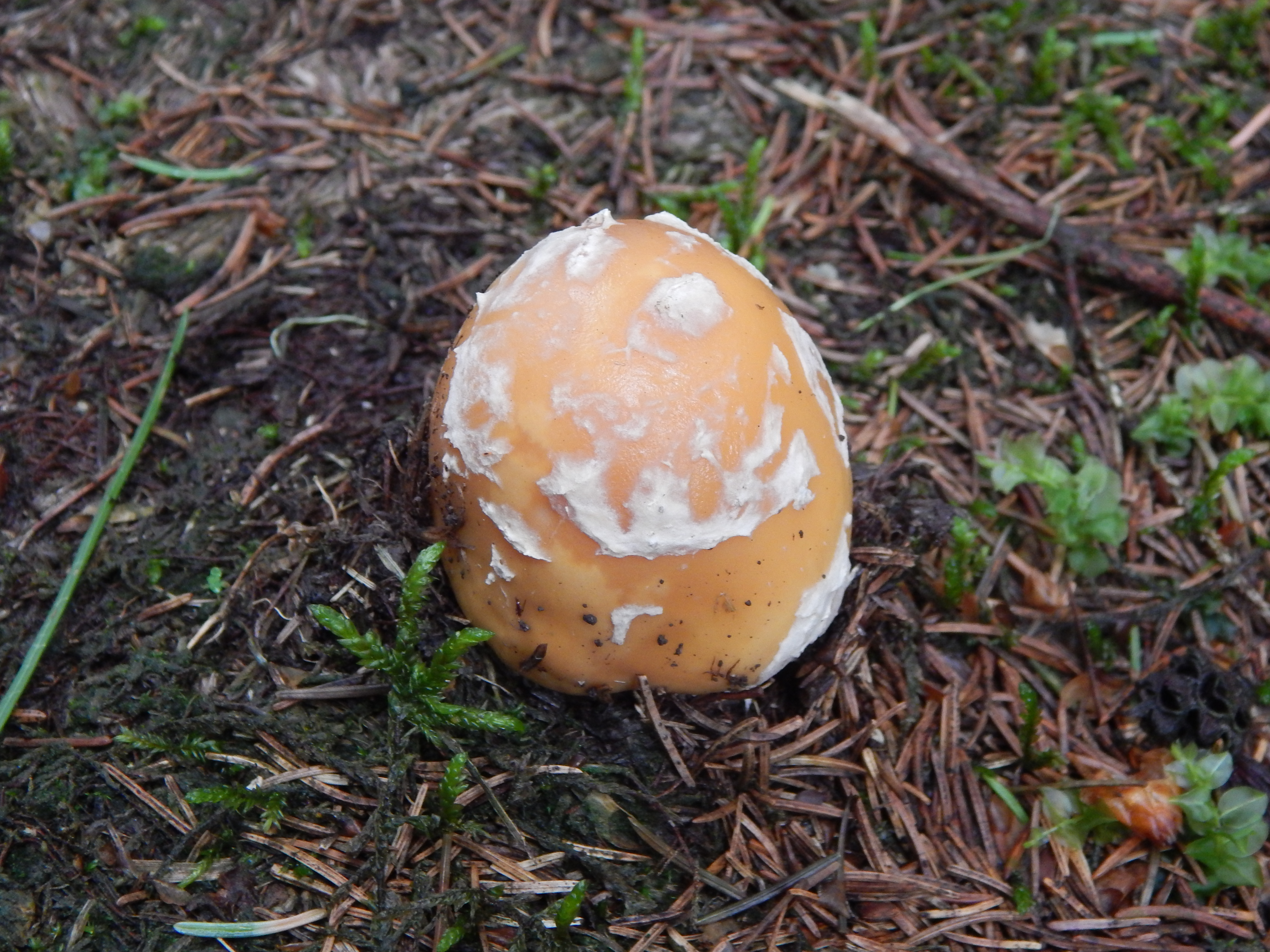
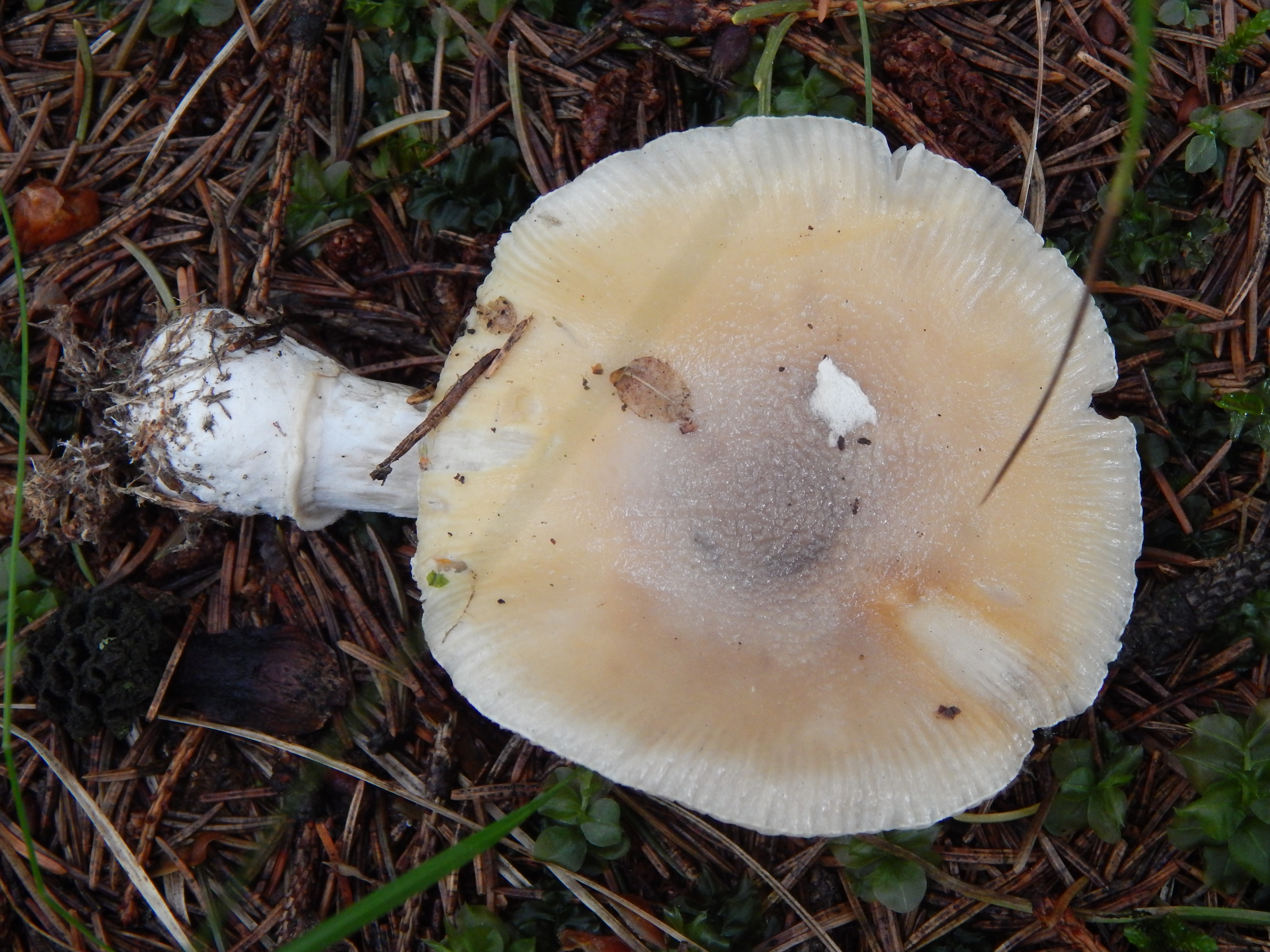

## Merkmale
Der Narzissengelbe Wulstling hat einen 3–10 cm breiten, jung zunächst glockenförmigen und später leicht gewölbten bis abgeflachten Hut. Er ist blassgelb bis gelb-ocker gefärbt, am Rand heller als in der Mitte gefärbt und dort auffällig kammartig gerieft. Die leicht schmierige Hutoberfläche ist mit schneeweißen, flachen und oft unregelmäßig verteilten Velumflocken bedeckt. Die dicht gedrängt stehenden Lamellen auf der Hutunterseite haben eine weiße bis blassgelbe Farbe. Das Sporenpulver ist weiß. Der 5–10 cm lange und bis zu 1 cm dicke Stiel ist an der Basis mit einem wulstigen Velumrest und Flockengürtel verdickt. Er ist weiß bis hellgelb gefärbt. Das Fleisch (Trama) ist weiß, geruchlos und schmeckt mild, etwas nussartig.

## Artabgrenzung
Aufgrund seines Erscheinungsbildes kann er leicht mit dem häufigeren, leicht giftigen Gelben Knollenblätterpilz verwechselt werden, der einen charakteristischen kartoffelkeimlingartigen Geruch und scharf abgeschnittenen Knollenrand hat. Ebenfalls ähnlich ist der seltenere Isabellfarbige Wulstling mit tief eingesenkter Volva. Dunkler gefärbte Exemplare dieser Pilzart können außerdem mit dem sehr giftigen Pantherpilz verwechselt werden.

## Ökologie, Phänologie und Verbreitung
Der Narzissengelbe Wulstling kommt in Nadel- und Laubwäldern der Nordhalbkugel vor. Er ist ein häufiger Mykorrhizapilz der Fichte oder von Bärentrauben im Westen der USA und häufig auf sandigen und sauren Böden zu finden. Er erscheint als einer der ersten Wulstlinge unter guten Bedingungen bereits ab Ende Mai, zumeist von Juni bis Oktober. Sein Verbreitungsgebiet in Deutschland ist recht zerstreut.

## Toxikologie
Der Narzissengelbe Wulstling ist relativ häufig, weshalb die widersprüchlichen Angaben über dessen Giftigkeit ungewöhnlich erscheinen. Es ist möglich, dass verschiedene Varianten mit unterschiedlicher Zusammensetzung der Inhaltsstoffe existieren. Einige Todesopfer aus Chile, die zunächst mit dem Narzissengelben Wulstling in Verbindung gebracht wurden, sind wahrscheinlich der ähnlichen Art Amanita toxica zuzuschreiben. Der Narzissengelbe Wulstling soll eine halluzinogene Wirkung haben, vermutlich enthält er Ibotensäure, Muscarin und Muscimol.